# Arnaud Manzer
Pour les articles homonymes, voir Manzer et Arnaud d'Angoulême.
Arnaud Manzer (mort av. 992), fils illégitime de Guillaume II d'Angoulême, devient comte d'Angoulême à la mort du dernier fils de Bernard de Périgord, Renoul, en 975, et le restera jusqu'à sa propre mort en 998. 
Guillaume II d'Angoulême se fait moine en 945, en conséquence de quoi le comté d'Angoulême passe à Bernard de Périgord. Arnaud Manzer passera une partie de sa vie à combattre les fils de Bernard, d'abord Arnaud Voratio, puis Guillaume Talleyrand, Raoul, et Richard. Après la mort naturelle d'Arnaud Voratio, il parvient à tuer Raoul et à chasser les deux autres frères, pour se faire seul maître d'Angoulême, indépendamment du Périgord.
Il devient vassal du duc d'Aquitaine Guillaume IV d'Aquitaine mais accroît son influence sur le sud de l'Aquitaine en prenant le contrôle d'autres seigneurs.

## Mariages et enfants
Il épouse Raingarde en premières noces, de ce mariage naît Guillaume IV Taillefer. En secondes noces, il épouse Hildegarde d'Aulnay, qui lui survit et qui était déjà veuve d'Herbert/Arbert Ier de Thouars.